# بحيرة شيربورن
بحيرة شيربورن تقع بحيرة شيربورن في منطقة كثير من الأنهار الجليدية في متنزه جلاسير الوطني في ولاية مونتانا الأمريكية.  البحيرة عبارة عن خزان يتكون من سد بحيرة شيربورن ، والذي احتجز سويفتكورنت كريك وتم بناؤه بين عامي 1914 و 1921. وقد غمر بناء السد العديد من البحيرات الصغيرة ومناطق الأنهار والأراضي الرطبة عالية الإنتاجية، وبسبب تقلب منسوب المياه فيها، فإن المناطق المحيطة بها تدعم القليل من المياه.  ومع ذلك ، غالبًا ما يتم ملاحظة البجع عازف البوق على طول البحيرة في الربيع والخريف.  تمتد البحيرة ما يقرب من 6 أميال (9.7 كم) عندما تمتلئ.  الخزان هو المكون الرئيسي لتخزين المياه في مشروع نهر ميلك التابع لمكتب الاستصلاح في الولايات المتحدة ، والذي يوفر مياه الري لمزارع شمال وسط مونتانا، واسم بحيرة شيربورن مشتق من المستوطن ورجل الأعمال الأوائل في المنطقة، جوزيف إتش شيربورن.  استقر في منطقة (براوننج) عام 1896 وكان صاحب شركة شيربورن ميركانتايل التي كان لها متاجر في مدن في منطقة براوننج وباب وإيست جلاسير.  خلال هذا الوقت كان لديه مقصورة لاستخدامها في الصيف من قبل عائلته على شاطئ ما أصبح يعرف باسم بحيرات شيربورن (جمع).  بمجرد بناء السد في عام 1919، تم تعديل الاسم إلى بحيرة شيربورن.
الصيد على طول البحيرة أقل من مذهل ، ولكن يمكن صيد سمك السلمون المرقط والبايك الشمالي هناك.  القارب مطلوب بشكل عام لصيد الأسماك، ولكن نظرًا لعدم وجود رصيف للقوارب على طول البحيرة، فمن الضروري عادةً الوقوف بجانب الطريق والسير إلى شاطئ البحيرة.